# أحمد الزيودي
أحمد سليمان أحمد الزيودي (مواليد 21 مايو 1996) لاعب كرة قدم إماراتي يجيد اللعب في الظهير الأيسر مع نادي البطائح الإماراتي .
لعب مع نادي دبا الحصن ونادي العروبة ونادي الفجيرة ونادي خورفكان ونادي البطائح.

## روابط خارجية
- أحمد الزيودي على موقع Soccerway.com (الإنجليزية)